# Base La Fayette
 (février 2014).
Si vous disposez d'ouvrages ou d'articles de référence ou si vous connaissez des sites web de qualité traitant du thème abordé ici, merci de compléter l'article en donnant les références utiles à sa vérifiabilité et en les liant à la section « Notes et références ».
La base La Fayette, créée en 2006, est une base de données hébergée par le musée du Louvre qui regroupe plus de 1 800 œuvres américaines conservées dans les collections nationales françaises. Sélectionnées parmi les peintures, les sculptures, les arts graphiques, les arts décoratifs, chaque œuvre fait l'objet d'une fiche qui précise son auteur, son titre, ses dimensions, sa technique, son numéro d'inventaire, son historique, sa bibliographie sélective ainsi qu'une illustration.
Cette base de données a pour vocation de faire connaître au plus grand nombre l'ensemble des œuvres de l'école américaine datées de 1620 à 1940, conservées sur le territoire français. Résultat d'une collaboration entre le musée du Louvre, la Terra Foundation for American Art  et la Henry Luce Foundation , cet outil rappelle l'histoire des échanges artistiques entre la France et les États-Unis et permet de mieux appréhender la diversité des collections publiques à la fois par un large public et par les spécialistes .

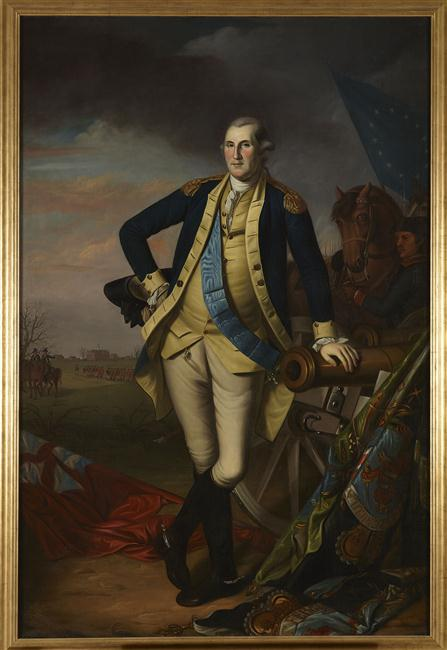
Charles Wilson Peale, George Washington après la bataille de Princeton le 3 janvier 1777, vers 1779, huile sur toile, Versailles, Musée National du château
James Abbott McNeill Whistler, Arrangement en noir et gris n°1, La mère de l'artiste, 1871, huile sur toile, Paris, musée d'Orsay
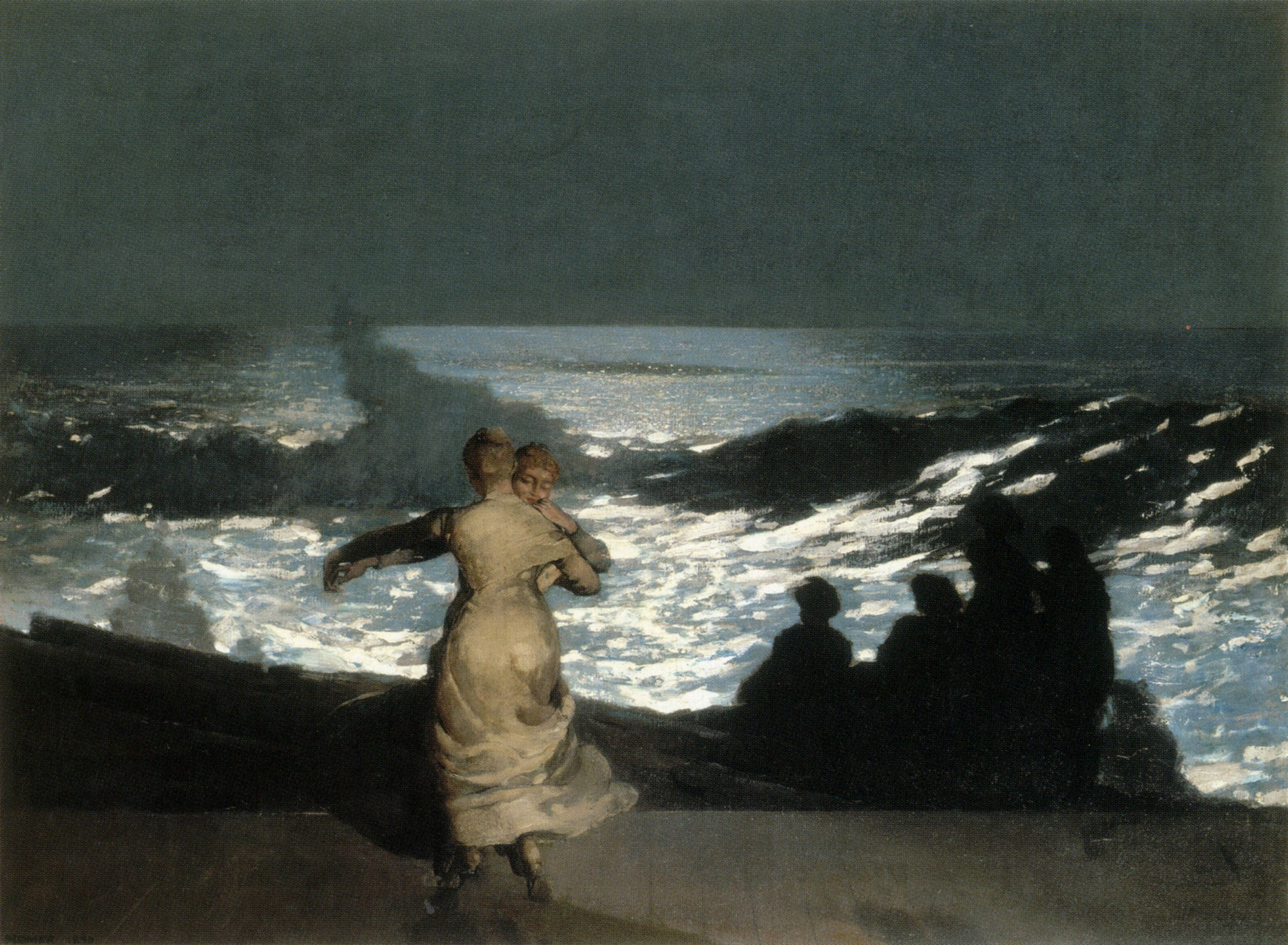
Winslow Homer, Nuit d'été, 1890, huile sur toile, Paris, musée d'Orsay
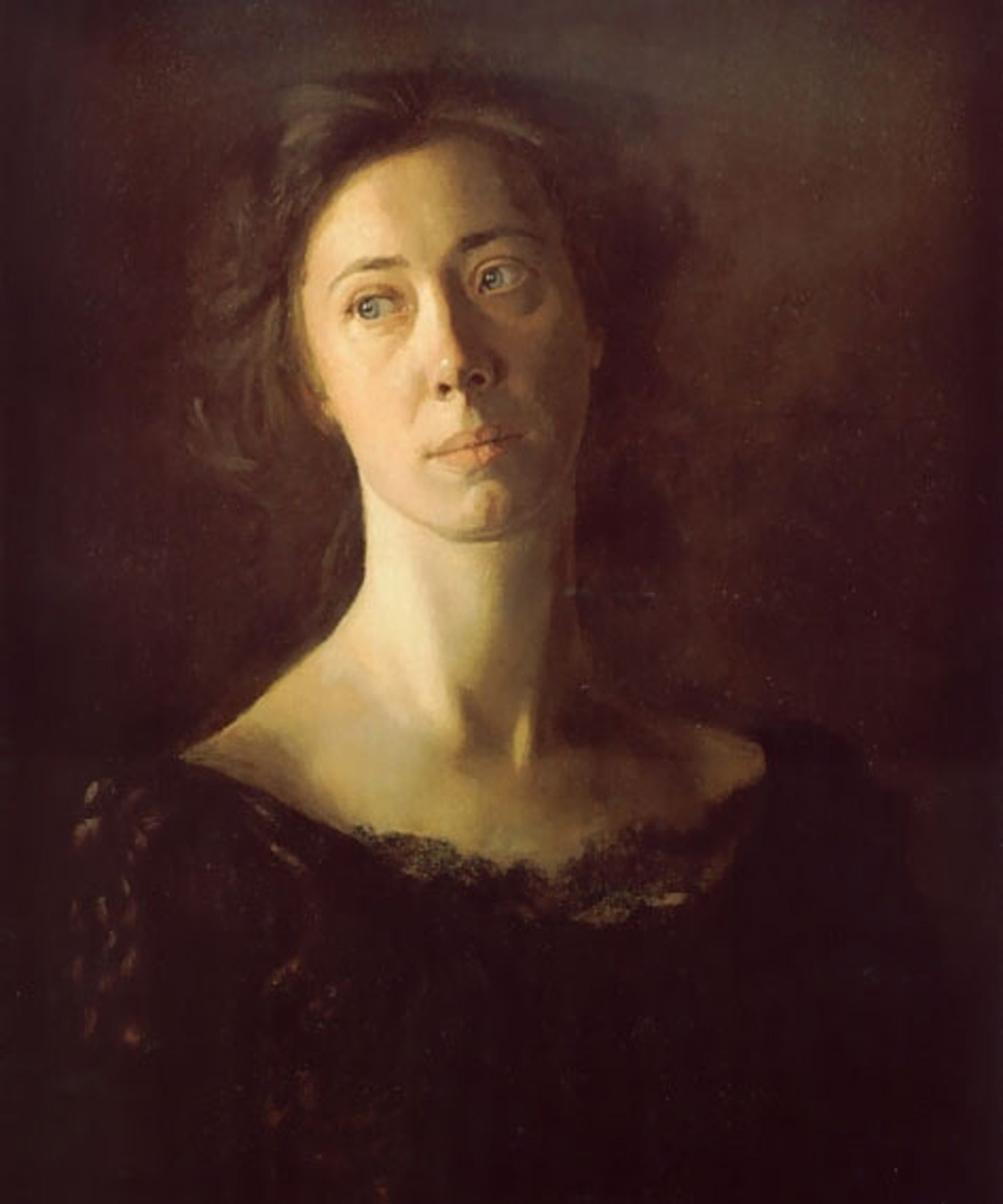
Thomas Eakins, Clara, huile sur toile, musée d'Orsay
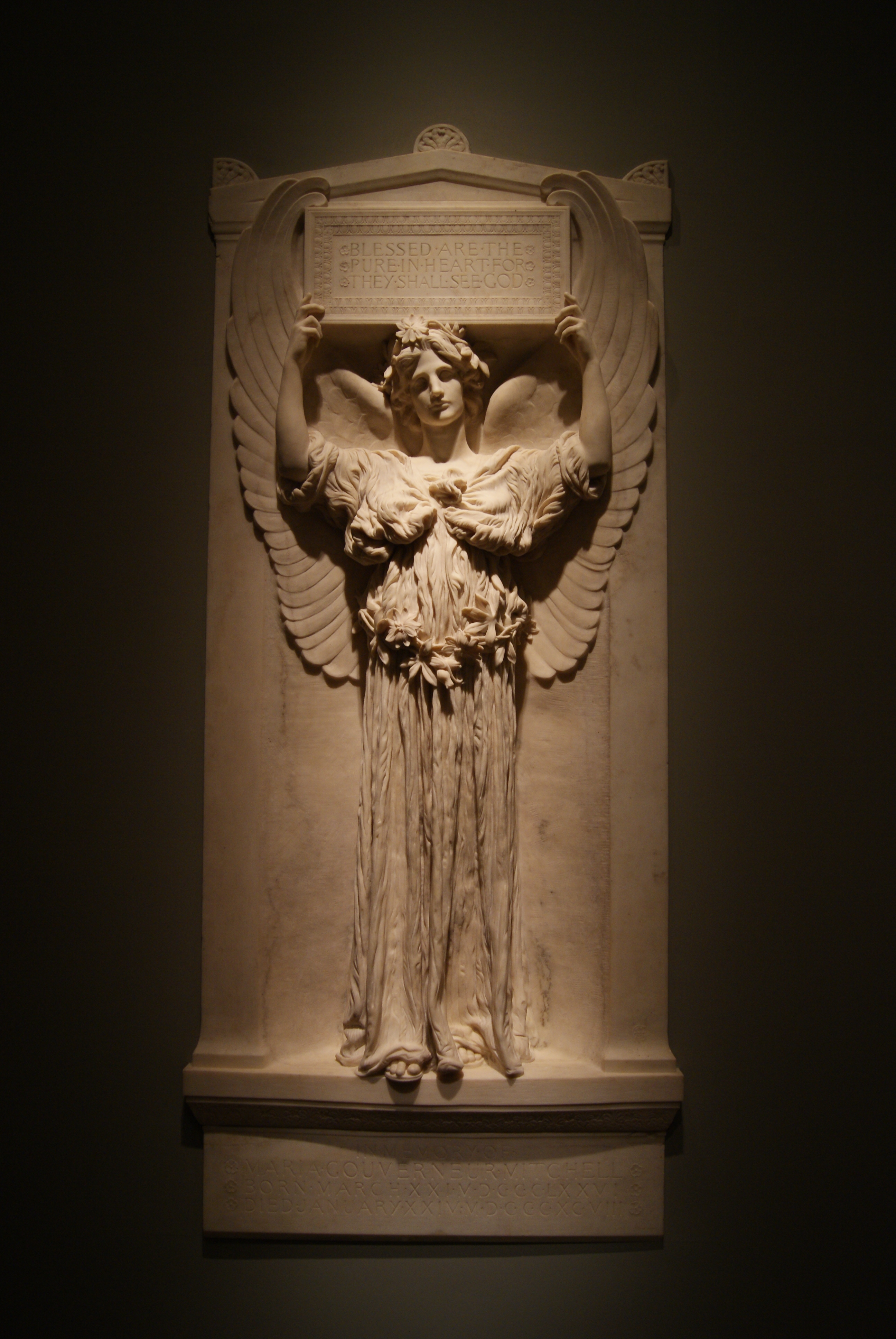
Augustus Saint-Gaudens, Amor caritas, 1885, Paris, musée d'Orsay
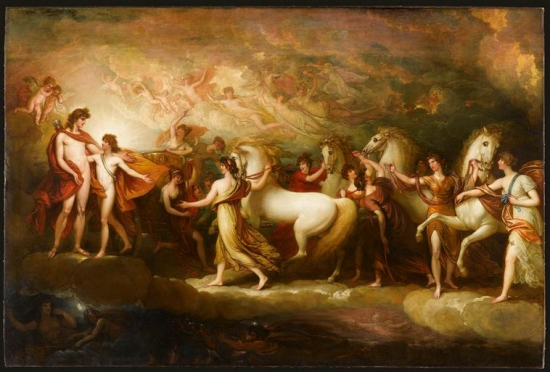
Benjamin West, Phaeton sollicite auprès d'Apollon la conduite du char du soleil, 1804, huile sur toile, Paris, musée du Louvre

Vers la fin du XIXe siècle, la nouvelle prospérité des États-Unis et la mobilité accrue des artistes firent que la présence américaine dans la communauté artistique française semblait moins incongrue. Les œuvres américaines présentées dans le cadre de l'Exposition Universelle de Paris en 1889 témoignent d'une volonté d'attribuer une valeur propre à d'autres écoles nationales. Mais ce n'est qu'en 1922 qu'une nouvelle annexe du musée du Luxembourg ouvrit ses portes précisément pour exposer des œuvres des “écoles étrangères.”
L'art américain du XIXe siècle se caractérise par son éclectisme stylistique. La production des artistes américains de cette période est si variée qu'il est impossible de distinguer une seule voie qui serait représentative d'un style national. Au début du XXe siècle, les artistes commencent à identifier et à développer un tel style, mais ses qualités précises restent controversées. Beaucoup d'artistes et de critiques de l'époque sont d'avis que les caractéristiques d'un style américain sont le descriptif et le réalisme. Des artistes du mouvement régionaliste ou de l'Ashcan School s'inspirent en effet d’œuvres réalistes de leurs prédécesseurs du XIXe siècle, comme Winslow Homer ou Thomas Eakins. Mais une telle conception de l'héritage artistique américain est extrêmement restrictive. En réalité, le réalisme n'est qu'une tendance parmi tant d'autres dans l'art américain de la fin du XIXe siècle.
L’existence d’un style américain propre est une idée qui perdure au cours des premières décennies du XXe siècle, atteignant son apogée dans l'après-guerre quand les artistes associés au mouvement de l'expressionnisme abstrait font irruption sur la scène internationale. Promu à l'étranger par le gouvernement américain, l'expressionnisme abstrait connaît un succès populaire aussi fulgurant en Europe qu'aux États-Unis, dominant les marchés, les musées et les collections dans une grande partie du monde.
La base de données La Fayette couvre une période qui s’achève en 1940 ; elle permet ainsi de regrouper des œuvres d’époques et de styles moins connus dans l'histoire de l'art américain. Les œuvres de 1620 à 1940 sont d'une puissance plastique et d'un éclectisme impressionnants. Regroupées dans cette étude, on en perçoit mieux l’assimilation d’un vocabulaire artistique européen en même temps qu’une forte identité. Les œuvres de ces artistes qui ont mis un océan entre leur pays d’origine et cette terre de France rayonnent de part et d’autre de l’Atlantique.